# Гай Порций Катон
Гай По́рций Като́н (лат. Gaius Porcius Cato; умер после 109 года до н. э., Тарракон, Ближняя Испания) — древнеримский военачальник и политический деятель из плебейского рода Порциев, консул 114 года до н. э. Был наместником Македонии и потерпел поражение от фракийцев. В 109 году до н. э. ушёл в изгнание из-за коррупционного скандала, связанного с Югуртинской войной.

## Происхождение
Гай Порций принадлежал к незнатному плебейскому роду, происходившему из Тускулума, что в Лации. Номен Porcius античные авторы связывают с латинским словом porcus — «свинья», из-за чего предполагается, что первые представители этого рода занимались свиноводством. Первым консулом из этой семьи стал Марк Порций Катон, впоследствии прозванный Цензорием. Гай Порций был его внуком, младшим сыном Марка Порция Катона Лициниана, прошедшего карьеру только до претуры. По женской линии Гай был внуком Луция Эмилия Павла Македонского и аристократов Лициниев. Таким образом, он отличался знатным происхождением от младших сородичей Катонов Салонианов, потомков Цензория от его второго брака с дочерью вольноотпущенника Салония.
Старшим братом Гая был Марк Порций Катон, консул 118 года до н. э.

## Биография
В молодости Гай Порций был сторонником Тиберия Семпрония Гракха (133 год до н. э.). Политическую карьеру он начал примерно в те же годы с должности монетария. Не позднее 117 года до н. э., учитывая требования закона Виллия, установившего минимальные временные промежутки между высшими магистратурами, Катон должен был пройти претуру, а в 114 году до н. э. он стал консулом вместе с ещё одним плебеем Манием Ацилием Бальбом.
Провинцией Гая Порция стала Македония, где ему пришлось воевать с фракийским племенем скордисков. Эта война закончилась поражением: по словам Луция Аннея Флора, римская армия «была не только рассеяна и обращена в бегство, но, что подобно чуду, полностью уничтожена». Аммиан Марцеллин пишет, будто и Катон был убит, но это явная ошибка. Потеряв надежду на военные трофеи, Гай Порций решил поживиться за счёт провинциалов и ввёл новые подати; по возвращении в Рим он был осуждён за вымогательство.
Позже Катон стал легатом в армии, действовавшей из Африки против нумидийцев в ходе Югуртинской войны. В 109 году до н. э., когда в Риме начались процессы против политиков и военных, обвинявшихся в получении взяток от царя Югурты, к суду привлекли и Гая Порция. Он предпочёл отправиться в добровольное изгнание в город Тарракон в Ближней Испании, где получил местное гражданство. По-видимому, там Катон жил до самой смерти.
Марк Туллий Цицерон упоминает Гая Порция в своём перечне римских ораторов в трактате «Брут». По его словам, Катон мог считаться «в какой-то мере оратором», но его способности были «весьма средними».

## Потомки
В 56 году до н. э. одним из народных трибунов был Гай Порций Катон. Предположительно консулу 114 года до н. э. он приходился внуком.